# Billy Herman
William Jennings Bryan „Billy“ Herman (* 7. Juli 1909 in New Albany, Indiana; † 5. September 1992 in West Palm Beach, Florida) war ein US-amerikanischer Baseballspieler und -manager in der Major League Baseball (MLB). 

## Biografie
Billy Herman gab sein Debüt bei den Chicago Cubs in der National League am 29. August 1931. Ab der Spielzeit 1932 war er Stammspieler der Cubs auf der Position des Second Baseman. Er war ein herausragender Feldspieler, der in vielen Verteidigungsstatistiken der Major League Rekorde in den 1930er und 1940er Jahren aufstellte.
Insgesamt gewann er mit den Cubs drei Meisterschaften in der National League. 1932 und 1938 scheiterte das Team aus Chicago jeweils in vier Spielen an den New York Yankees in der World Series. 1935 mussten sie sich den Detroit Tigers in sechs Spielen geschlagen geben. 
1941 transferierten ihn die Cubs zu den Brooklyn Dodgers. In diesem Jahr konnte Herman seinen vierten Meistertitel in der NL feiern. In der World Series kam es zu einem Lokalderby gegen die Yankees, die in vier Spielen die Oberhand behalten konnten.
Von 1934 bis 1943 nahm Billy Herman regelmäßig am MLB All-Star Game teil. In den Spielzeiten 1944 und 1945 musste er wegen der Teilnahme am Zweiten Weltkrieg auf Spieleinsätze verzichten. 1946 kehrte er zu den Dodgers zurück, wurde aber im Laufe der Saison an die Boston Braves weitergegeben. Seine Karriere beendete Herman am 1. August 1947 bei den Pittsburgh Pirates. Bei den Pirates war er in dieser Saison sowohl Spieler als auch Manager.
Nach seiner Spielerkarriere blieb er dem Baseball erhalten. Er war dann Manager bei einigen Vereinen im Minor League Baseball und Coach bei den Dodgers, Red Sox, Braves, California Angels und San Diego Padres. Bei den Boston Red Sox hatte er von 1964 bis 1966 das Amt des Managers inne.
1975 wurde er durch das Veterans Committee in die Baseball Hall of Fame gewählt. 1992 verstarb Billy Herman im Alter von 83 Jahren.